# 奧克薩娜·馬斯特斯
奥克萨娜·奥列克桑德里芙娜·马斯特斯（羅馬化：Oksana Oleksandrivna Masters；1989年6月19日—）是美籍乌克兰残疾人奥林匹克运动会多项目运动员，现居路易維爾。马斯特斯最初专注赛艇和越野滑雪，代表美国在伦敦残奥会取得首枚混合双人双桨奖牌。她亦参加了索契冬残奥会和平昌冬残奥会北欧滑雪比赛。她曾于2014年和2018年分获两枚及五枚奖牌（其中两枚为金牌）。伦敦残奥会后，马斯特斯转投残疾人自行车项目，先后参加里约及东京残奥会，于后者夺得两金。次年北京冬残奥会，她在女子六公里冬季两项坐式比赛夺冠。
马斯特斯于2020年获评劳伦斯世界体育奖年度残疾人运动员。

## 早年岁月
奥克萨娜1989年生于苏联乌克兰赫梅利尼茨基，本名奥克萨娜·奥列克桑德里芙娜·邦达尔丘克（羅馬化：Oksana Oleksandrivna Bondarchuk），当时切尔诺贝利核事故已过去三年，她染上了多种涉辐射的先天性障碍，例如腓骨半肢畸形导致的下肢不等长、小腿无承重之胫骨，手指有蹼无拇指，以及六趾之足。她被亲生父母遗弃并转送当地孤儿院，七岁前又两度转院。在孤儿院时，她时遭男子殴打及强奸，有时一日多次。女性工作人员大多置之不理。
在孤儿院里，奥克萨娜目睹了另一个孤儿女孩莱尼（她最好的朋友）的死亡。孤儿院里的孩子们长期处于饥饿和营养不良的边缘。某日晚间，莱尼和奥克萨娜偷偷溜出去觅食，但奥克萨娜滑倒并撞到一把椅子。听到动静的人发现了莱尼。奥克萨娜设法隐蔽，但听到他们打了莱尼六次。她最好的朋友终因遭受的创伤呜呼哀哉。
7岁时，奥克萨娜被未婚且无嗣的美国沟通障碍教授盖伊·马斯特斯（Gay Masters）收养。
1997年移居美国后，随着下肢疼痛加剧且难以支持她的体重，奥克萨娜双腿膝盖以上陆续截肢——九岁截去右腿，十四岁截去左腿。她还动手术调节双手手指，使之发挥拇指功能。
奥克萨娜的养母是水牛城大學的教员。随着养母取得路易斯維爾大學的教职岗位，奥克萨娜于2001年移居路易維爾，2008年自阿瑟顿高级中学毕业。

## 赛艇生涯

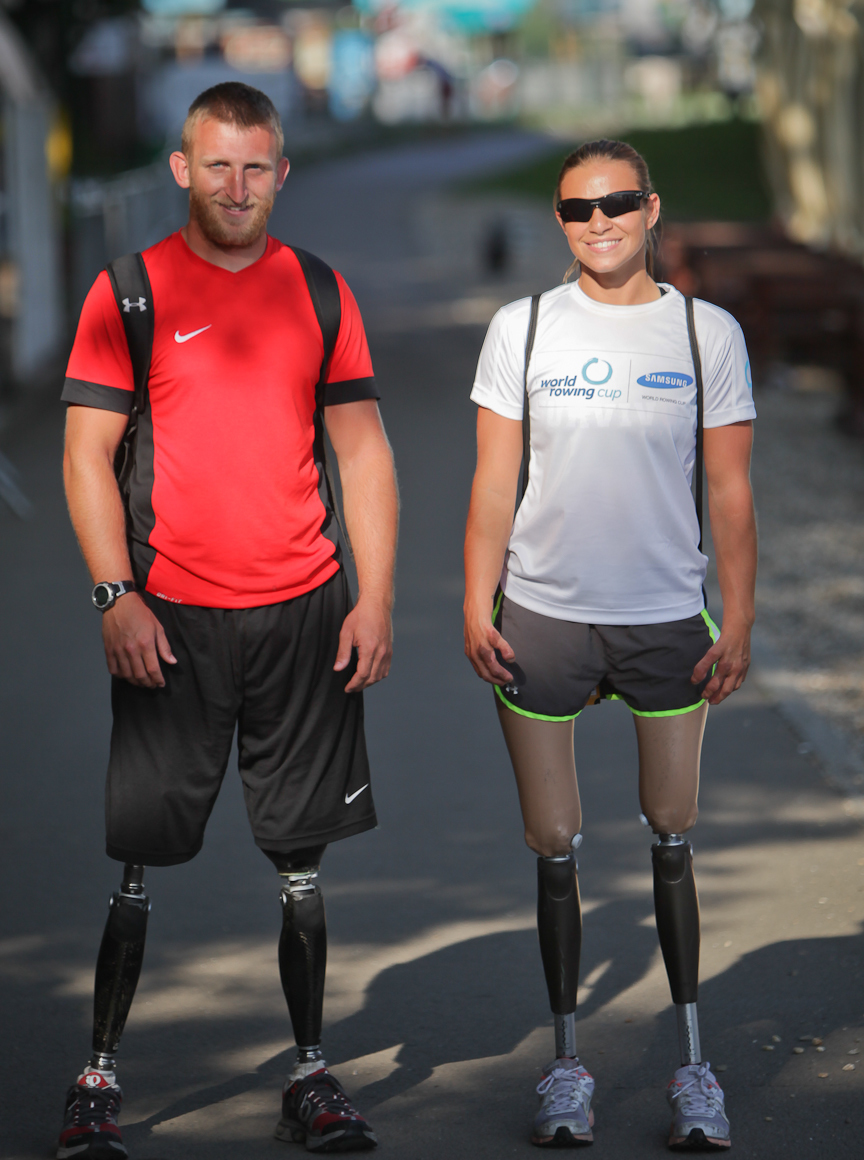
罗布·琼斯和奥克萨娜·马斯特斯在2012年世锦赛上

奥克萨娜于2002年开始操练残疾人赛艇项目。右腿截肢后，奥克萨娜练习如故，并开始参加竞技比赛。2010年，奥克萨娜参加CRASH-B冲刺赛，刷新世界纪录。她也是第一位参加印第安纳波利斯赛艇俱乐部“鹰头”赛艇比赛的残疾人单桨运动员，并在比赛中赢得了女子公开单人赛的冠军。
2011年，奥克萨娜与其队友奥古斯托·佩雷斯新泽西州西温莎展能賽艇世锦赛选拔赛排名第二。
备战伦敦残奥期间，奥克萨娜与罗布·琼斯（美国海军陆战队伤残军人，在阿富汗期间遭簡易爆炸裝置炸断双腿）组队，自号“坏公司队”（Team Bad Company）。后两人在选拔赛取胜，最终以较大优势获得残奥会资格赛冠军。
2012年9月2日，奥克萨娜与琼斯以4分05秒56的成绩在混合双人双桨（躯干和手臂）比赛险胜英国，获得铜牌，稍逊中国（冠）及法国（亚），这也是美国在该项目首次获得奖牌。
夺铜后，奥克萨娜因背部受伤放弃赛艇，转投残疾人自行车和越野滑雪项目。

## 滑雪生涯

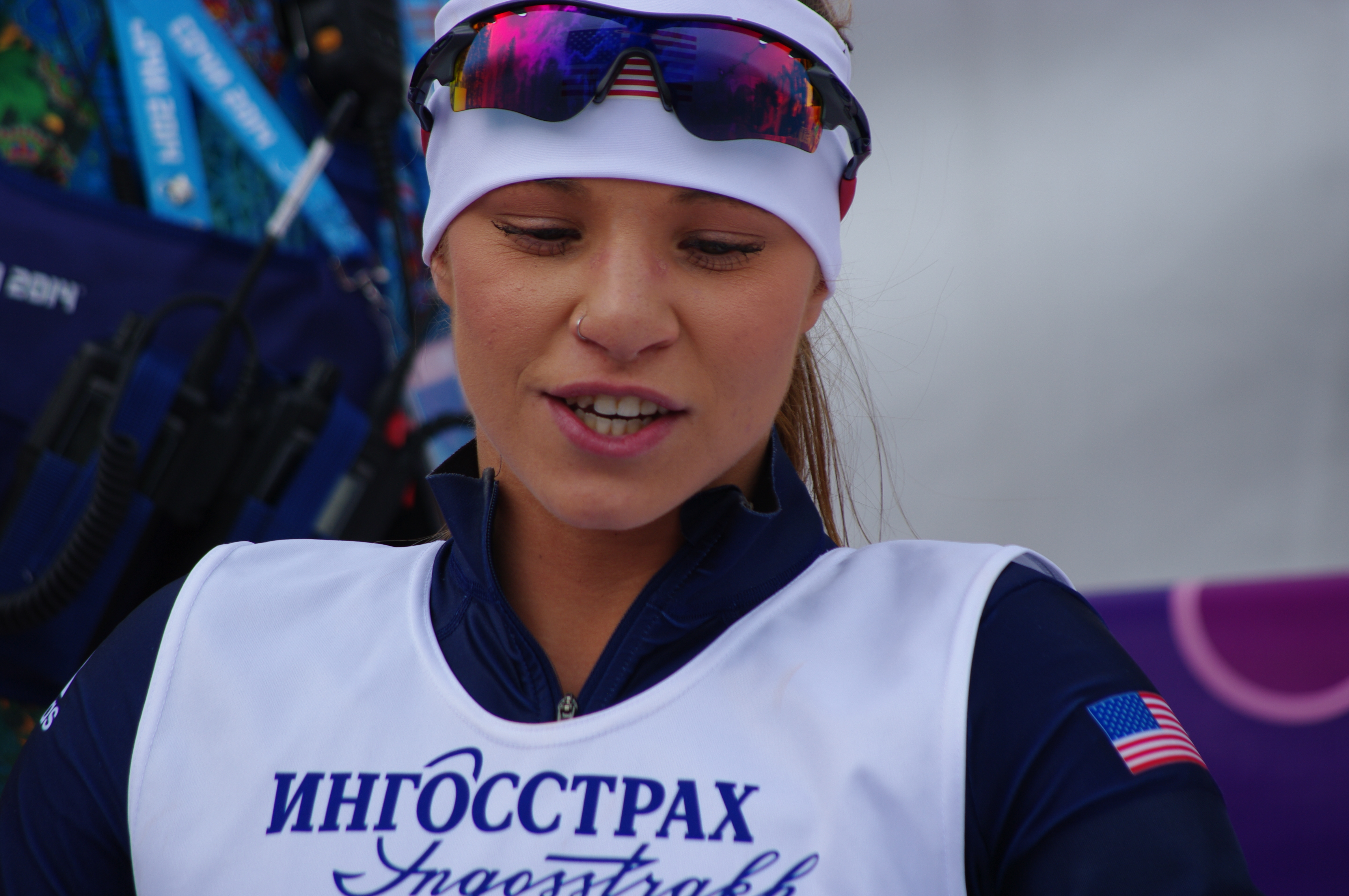
摄于2014年索契冬残奥会

2012年残奥会后，奥克萨娜开始练习越野滑雪。2014年索契冬残奥会，她在北欧式滑雪12公里和5公里项目分获一银一铜，另在两个冬季两项比赛排名第四和第八。在此期间，奥克萨娜背部受伤，因此放弃划船，转行自行车以促进恢复。
历经数次挫折，奥克萨娜在2018年平昌冬残奥会女子1.5公里短距离传统式越野滑雪比赛夺得个人首金。赛前三周，奥克萨娜肘部受伤，周二的中距离冬季两项比赛期间，她因摔倒被迫弃赛。赛事期间，奥克萨娜获得五枚奖牌，其中越野滑雪项目三枚，冬季两项项目两枚。其中，她在5公里坐式越野滑雪和12公里坐式越野滑雪项目分获一金一铜，在冬季两项6公里坐式赛和12.5公里坐式赛摘银。
2021年挪威利勒哈默尔世锦赛期间，奥克萨娜摘获女子6公里坐式冬季两项项目银牌和10公里坐式冬季两项项目铜牌。此外，她还在女子长距离坐式越野滑雪项目卫冕冠军。
2022年北京冬残奥会期间，奥克萨娜于女子6公里坐式冬季两项比赛获得她在该大项的首枚金牌。
奥克萨娜因其在北歐式滑雪的表现，两获提名年度卓越運動獎最佳女子残疾人运动员。

## 自行车生涯
奥克萨娜曾获得两枚世界杯绿牌和一枚国际自行车联盟残疾人自行车世界锦标赛铜牌。里约残奥会期间，她在手摇自行车项目公路赛中排名第四，在计时赛中排名第五。2021年东京残奥会，她取得公路赛和计时赛双料金牌，获得个人自行车首金。
2024年巴黎残奥会，奥克萨娜于女子个人自行车H4-5级计时赛和H5级公路赛卫冕。公路赛期间，奥克萨娜在最后一公里从其他三名骑手的包围中脱颖而出，一举夺冠。

## 个人生活
奥克萨娜现与美国残奥运动员亚伦·派克有所交往。

## 媒体活动
奥克萨娜的生平事迹被多家媒体报道，如西南航空机上刊物《Spirit》和《運動畫刊》。其人曾被“msn NOW”提名为“十一大最辣残奥运动员”之一，亦被《衛報》评为十位值得关注的美国残奥运动员之一，后又为《ESPN杂志》年度“身材专号”（Body issues）拍发裸照。苹果公司在一段名为“一次一个应用，改变世界”的视频中介绍了她，她在视频中说明了iOS应用如何改变了她的生活。

## 著作
- The Hard Parts: A Story of Courage and Triumph Hardcover – 21 Feb. 2023.[37]